# Simpson Bay
Simpson Bay (Nederlands: Simpsonbaai) is een plaats op Sint Maarten met ruim 1.000 inwoners. Het was oorspronkelijk een vissersdorp, maar het heeft zich ontwikkeld tot het belangrijkste toeristisch centrum van Sint Maarten.
Het dorp is waarschijnlijk vernoemd naar John Simpson die twee piratenschepen in de baai tot zinken had gebracht. Het ligt aan de westkant op het Nederlandse deel bij het vliegveld Princess Juliana International Airport.
De Simpsonbaai is een wijde baai met uitgestrekte stranden, resorts en jachthavens, vlak bij Maho Beach. Er is een binnenmeer Simpsonbaailagune.
Sinds december 2013 verbindt de Causeway bridge over de Simpson baai het vliegveld met de stad Philipsburg. Het is een ophaalbrug, die zesmaal per dag opengaat voor de inkomende en uitgaande plezierjachten.
Kim Sha Beach is een strand in Simpson Bay en organiseert veel strandfeesten en concerten waaronder de Sint Maarten Heineken Regatta.
Cole Bay · Cul de Sac · Little Bay · Lower Prince's Quarter · Lowlands · Oyster Pond · Philipsburg · Simpson Bay · Upper Prince's Quarter